# Stilijan Petrow
Stilijan Aljoschew Petrow (bulgarisch Стилиян Альошев Петров, englisch Stiliyan Alyoshev Petrov; * 5. Juli 1979 in Montana) ist ein ehemaliger bulgarischer Fußballspieler.

## Karriere
Er begann seine Karriere beim PFK Montana, für den er ab 1995 spielte. Petrow spielte für ZSKA Sofia von 1997 bis 1999.
Der Mittelfeldspieler war Kapitän der bulgarischen Nationalmannschaft und seit 2006 auch Kapitän seines Arbeitgebers Aston Villa. Petrow wechselte im Sommer 1999 von seinem Heimatverein ZSKA Sofia für die damalige Rekordsumme von 4,5 Millionen Euro zu Celtic Glasgow. Dort avancierte er bald zum Stamm- und schließlich zum Führungsspieler bis hin zum Mannschaftskapitän. Seine größten Erfolge in Glasgow waren die schottischen Meisterschaften der Jahre 2001, 2002, 2004 und 2006 sowie der jeweilige schottische Pokalsieg in den Jahren 2001 und 2004. Darüber hinaus gewann er in den Jahren 2000, 2001, 2002 und 2006 vier Ausgaben des schottischen Ligapokals.
Im August 2006 wechselte Petrow für eine Grundablösesumme von sechseinhalb Millionen Pfund Sterling – die im Erfolgsfall auf über acht Millionen anwachsen könnte – zum englischen Verein Aston Villa, wo er einen Vierjahresvertrag unterschrieb. Er folgte damit seinem vorherigen Trainer Martin O’Neill, der ebenfalls zur Saison 2006/07 in Birmingham angeheuert hatte.
Sein größter internationaler Erfolg war die Teilnahme mit Bulgarien an der Fußball-Europameisterschaft 2004 in Portugal.
Stilijan Petrow wurde zum Ehrenbürger seiner Heimatstadt (Montana) im Jahr 2006 ernannt.

## Krankheit
Nach dem Liga-Spiel gegen den FC Arsenal am 23. März 2012 klagte Petrow über Fieber und Übelkeit. Eine Woche später wurde akute Leukämie diagnostiziert. Am 9. Mai 2013 gab Petrow sein endgültiges Karriereende bekannt. Er wurde in der Folge in die Hall of Fame des Vereins aufgenommen.
Mittlerweile ist Petrow von seiner Krankheit geheilt und trainierte zur Sommervorbereitung für die Saison 2016/17 nochmals mit der Profimannschaft von Aston Villa.

## Erfolge
- mit Celtic Glasgow
  - Schottischer Meister (4): 2001, 2002, 2004, 2006
  - Schottischer Pokalsieger (3): 2001, 2004, 2005
  - Schottischer Ligapokalsieger (3): 2000, 2001, 2006